# Melitaea hafiz
Melitaea hafiz is een vlinder uit de familie Nymphalidae. De wetenschappelijke naam van de soort is voor het eerst geldig gepubliceerd in 1941 door Higgins.